# Betanzos
Betanzos – miasto w Hiszpanii, w prowincji A Coruña, we wspólnocie autonomicznej Galicja (Hiszpania). Siedziba comarki o tej samej nazwie.

## Historia
- pierwsze wzmianki o mieście jako Flavium Brigantium pochodzą z Geografii Ptolemeusza;
- 1465 – nadanie praw miejskich przez Henryka IV króla Kastylii i Leónu;
- 1467 – nadanie praw organizacji dorocznego jarmarku

## Zabytki i miejsca warte zobaczenia
- kościół farny Santiago, zbudowany w XI wieku, odnowiony w XV wieku przez cech krawiecki. W tympanonie znajduje się konny posąg apostoła Jakuba;
- jednonawowy kościół San Franciscoz XV wieku z pięknie zdobionym grobowcem hrabiego Fernána Péreza de Andrade, fundatora tego kościoła;
- kościół Santa Maria de Azogue, budowany od XIII do XV wieku, wyróżniający się XV-wiecznym, rzeźbionym retabulum flamandzkim.

## Współpraca
- Bullas, Hiszpania
- Collepasso, Włochy
- Pont-l’Abbé, Francja